# Kevin Moore (futbolista)
Kevin Moore (Grimsby, Reino Unido, 29 de abril de 1958 - Hampshire, 29 de abril de 2013) fue un jugador de fútbol profesional inglés que jugó en la demarcación de defensa.

## Biografía
Kevin Moore debutó como futbolista profesional en 1976 a la edad de 18 años con el Grimsby Town FC. Permaneció once temporadas en el club, consiguiendo un total de 27 goles en 400 partidos. Tras su larga estancia en el club, el 20 de febrero de 1987 fue fichado por el Oldham Athletic AFC por 150 000 euros. Permaneció en el club hasta final de temporada. Al final de la misma fue traspasado al Southampton FC por 190 000 euros. Permaneció cinco temporadas en el club antes de que fuera cedido al Bristol Rovers FC. Tras acabar su estancia en el club volvió tras cesión al Southampton, volviéndolo a ceder al club de Bristol durante un mes, volviendo en noviembre de 1992 tras cesión al Southampton y traspasado tras dos temporadas al Fulham FC, donde acabaría su carrera profesional en 1996 a la edad de 38 años.

## Enfermedad y muerte
En enero de 2010, Moore fue diagnosticado con la enfermedad de Pick, una variación extraña de demencia y en necesidad de estar en cuidados intensivos. Para permitirse su cura, su antiguo club, el Southampton, organizó un día de gol benéfico, mientras otro de sus antiguos clubes, el Grimsby, jugó un partido benéfico para obtener dinero para la cura. Falleció el día de su 55.º cumpleaños, el 29 de abril de 2013, debido a su enfermedad.

## Clubes
| Club                       | País       | Año       |
| -------------------------- | ---------- | --------- |
| Grimsby Town FC            | Inglaterra | 1976-1987 |
| Oldham Athletic AFC        | Inglaterra | 1987      |
| Southampton FC             | Inglaterra | 1987-1992 |
| Bristol Rovers FC (cesión) | Inglaterra | 1992      |
| Southampton FC             | Inglaterra | 1992      |
| Bristol Rovers FC (cesión) | Inglaterra | 1992      |
| Southampton FC             | Inglaterra | 1992-1994 |
| Fulham FC                  | Inglaterra | 1994-1996 |

## Palmarés
- Third Division: 1980, Grimsby Town FC
- Football League Group Trophy: 1982, Grimsby Town FC